# Вербівцівська сільська рада
| Вербівцівська сільська рада — орган місцевого самоврядування у Городенківському районі Івано-Франківської області з адміністративним центром у с. Вербівці. Сільській раді підпорядковані населені пункти: - с. Вербівці — населення 956 ос.; площа 14,743 км²; засн. в 1378 році. |

## Склад ради
Рада складається з 14 депутатів та голови.

### Керівний склад ради
| ПІБ                          | Основні відомості                                                               | Дата обрання | Дата звільнення |
| ---------------------------- | ------------------------------------------------------------------------------- | ------------ | --------------- |
| Андрусяк Федір Михайлович    | Сільський голова, 1944 року народження, освіта, безпартійний                    | 26.03.2006   | 31.10.2010      |
| Ключівський Юрій Ярославович | Сільський голова, 1972 року народження, освіта середня спеціальна, безпартійний | 31.10.2010   |                 |

Примітка: таблиця складена за даними джерела